# Rassach
Rassach är en ort i Österrike. Den ligger i kommunen Stainz i förbundslandet Steiermark, 170 kilometer sydväst om huvudstaden Wien. Orten var till och med 2014 huvudort i kommunen Rassach som även omfattade orterna Graschuh, Herbersdorf och Lasselsdorf.